# 虚空漂流ニルゲンツ
『虚空漂流ニルゲンツ』（こくうひょうりゅうニルゲンツ）は、1996年6月28日に日本電気ホームエレクトロニクスからPC-FX用ソフトとして発売されたエアバトルRPGである。1997年にはWindows 95移植版（動作条件として、ビデオカード「PowerVR」実装が必須）が発売された。

## 登場キャラクター
デュン＝ビット
声 - 三木眞一郎

ライン＝ハルゼーエン
声 - 冬馬由美

ピエラ＝モーントシャイン
声 - 小西寛子

ヴィルド＝リピッシュ（教授）
声 - 二又一成

アイス＝シュヴァルツ
声 - 高乃麗

アイル＝エンデ
声 - 吉田古奈美

ワッツ＝レイノルド
声 - 飛田展男

竜川 銀
声 - 森川智之

ハンス＝ヴルスト
声 - 千葉一伸

エーアリヒ＝グライフェン
声 - 岡和男

フェーダ＝フルーク
声 - 上田祐司

ショコラ
声 - 山田美穂

老人（結城 零）
声 - 丸山詠二

少女（結城 素子）
声 - 松下美由紀

## スタッフ
ゲーム制作スタッフ
- エグゼクティブプロデューサー：大矢知直登
- スーパーバイザー：田中秀司
- プロデューサー：三曽田明
- プロダクションマネージャー：渡辺新哉
- ゲームデザイン：陣内靖弘
- デザインワーク：重戦車工房
- プログラム：田中Go
- グラフィック：さあぺんと、近藤良二、水谷麻美
- シナリオ：泉正人、重戦車工房
- シナリオスクリプト：伊藤清裕、山田清、森山敬太
- オープニングムービー：重戦車工房
- イメージCGイラスト：さあぺんと
- 音声データ作製：福田康文
- ゲームデザイン協力：瀬田哲也
- プログラム協力：青木正二郎
- マニュアル作成：樋口恵津子
- 広報：東山輝義
- 3Dモデリング：アイル、CTI
- 3Dアニメーション製作：加藤有美、02
- 音楽：C MUSIC
- スペシャルサンクス：加藤雅史、向山誠一、竹田功、橋本和敏、大口真司、納屋内俊一郎、高木太一、今井竜次、山口将広、神林卓史、木戸一孝、安江彰修

アニメーション制作スタッフ
- プロデューサー：阿部倫久
- アシスタントプロデューサー：堀江敏明
- アニメーション演出：阿宮正和
- キャラクター作監：栗井重紀
- メカ作監：棚澤隆
- 美術監督：長尾仁
- 色指定：那須まり子
- 音響監督：松浦典良
- 音響制作：現
- 効果：スワラ・プロダクション
- 録音：丸山光義
- 録音スタジオ：GEN
- 制作担当：佐藤孝
- アニメーション製作：J.C.STAFF
- 製作協力：九魔、棚澤事務所

NECスタッフ
- エグゼクティブプロデューサー：安田清明
- スーパーバイザー：竹内政夫
- ディレクター：橋本博忠
- 広報宣伝：粕谷康伸、桑原秀夫、近藤信之
- スペシャルサンクス：高垣信宏、深川悟郎、増谷正夫、飯坂篤
- マーケティング：NECパーソナルシステム（株）